# 4037 Ikeya
A 4037 Ikeya (ideiglenes jelöléssel 1987 EC) a Naprendszer kisbolygóövében található aszteroida. Szuzuki Kenzó és Urata Takesi fedezte fel 1987. március 2-án.